# Sarasinia punctata
Sarasinia punctata is een hooiwagen uit de familie Sclerosomatidae.